# 青岛中山路近代建筑
青岛中山路近代建筑位于中国山东省青岛市市南区中山路、河南路，2006年12月7日被列为山东省文物保护单位。包含下列子项：
- 中山路17号（公布名单中名为“德式建筑”，文保标志牌名为“中山路17号”）
- 中国银行青岛分行旧址，中山路62号
- 山左银行旧址，中山路64-66号
- 上海商业储蓄银行旧址，中山路68号
- 大陆银行旧址，中山路70号
- 义聚合钱庄旧址，中山路82号
- 交通银行青岛分行旧址，中山路93号
- 山东大戏院旧址，中山路97号
- 胶澳商埠电汽事务所旧址，中山路216号
- 中国实业银行旧址，河南路13号
- 青岛银行公会旧址，河南路15号
- 金城银行旧址，河南路17号